# Kurt Issleib
Kurt Issleib (* 19. November 1919; † 23. August 1994) war ein deutscher Chemiker (Anorganische Chemie, besonders organische Phosphor-Chemie). Er war Professor für anorganische Chemie an der Martin-Luther-Universität Halle.

## Biografie
Kurt Issleib studierte 1939 bis 1948 Chemie an der Universität Jena, unterbrochen von fünf Jahren Wehrdienst. Er wurde 1950 bei Franz Hein an der Universität Jena promoviert (Untersuchungen der Besonderheit der Phosphine und ihrer Derivate) und habilitierte sich 1958 in Jena (Koordinationsverbindungen der tertiären Phosphine und Phosphinoxyde). Danach war er dort Dozent. Im Jahr 1960 erhielt er seinen Ruf nach Halle. Dort war er zunächst Professor mit Lehrauftrag und ab 1962 als Nachfolger von Herbert Funk auf dem Lehrstuhl für anorganische Chemie, welchen er bis zur Emeritierung 1985 behielt. Nach Helmut Werner erlebte die anorganische Chemie mit ihm in Halle einen großen Aufschwung. 1969 wurde die Sektion Chemie an der Universität gegründet und Issleib war deren erster Direktor bis 1971. Danach leitete er den Bereich Allgemeine und Anorganische Chemie in Halle. 1985 wurde er emeritiert.
Zu seinen akademischen Schülern zählen Alfred Tzschach (Universität Halle), Hans-Otto Fröhlich (Jena), Eberhard Wenschuh (Humboldt-Universität Berlin), Hartmut Oehme (Rostock), Hans-Peter Abicht und Horst Weichmann (Halle).

## Werk
Er befasste sich mit organischer Phosphor-Chemie und Phosphor-Pharmaka und niedrigkoordinierten Phosphorverbindungen. Issleib veröffentlichte über 300 wissenschaftliche Aufsätze und hielt zahlreiche Patente. Zu den von ihm charakterisierten Phosphor-Pharmaka gehört das als Antidot gegen Schlangengifte verwendete Trinatriumphosphonoformiat. Er isolierte die ersten Alkalimetalldiorganylphosphide (noch vor seiner Zeit in Halle, was international Aufmerksamkeit fand), synthetisierte Cyclophosphane und Heterocyclen mit Phosphor und funktionalisierte Phosphon- und Phosphinsäuren. Bei der Suche nach stabilen Verbindungen mit Doppelbindung zwischen Phosphor und Kohlenstoff gelang ihm unabhängig von Rolf Appel die Isolierung einer Verbindung mit einem Wasserstoff am Phosphor (statt organischer Reste).
In der Würdigung für die Lieb-Denkmünze wurde er als einer der bedeutendsten Anorganiker der ehemaligen DDR gewürdigt, der die Chemie des Phosphors durch viele Denkanstösse entscheidend mitgeprägt hatte.

## Mitgliedschaften und Ehrungen
Seit 1969 war Issleib Mitglied der Leopoldina. 1979 erhielt er die Clemens-Winkler-Medaille der Chemischen Gesellschaft der DDR. 1987 wurde er zum korrespondierenden Mitglied der Göttinger Akademie der Wissenschaften gewählt.
1991 erhielt er die Liebig-Denkmünze und 1992 die Ehrendoktorwürde der Universität Heidelberg.

## Schriften
- Organo-Phosphorchemie: Stand und Entwicklung. Nova Acta Leopoldina, Band 40, 1974
- (Herausgeber): Anomalien bei Ionenaustausch-Vorgängen 1961. Plenar- und Diskussionsvorträge des Symposiums über „Anomale Vorgänge an Austauschadsorbentien“ in Weimar vom 13. bis 15. April 1961, Akademie Verlag, Berlin 1962